# 青主
青主（1893年—1959年），原名廖尚果，笔名黎青、黎青主，男，广东惠州人，中国音乐家。
辛亥革命前為廣東黃埔陸軍小學堂學生。武昌起義時曾參加進攻潮州府的武裝行動。
民國成立後，於1912年，受廣東政府派遣留學德國，入柏林大學法學系，同時學習鋼琴和作曲理論。
1920年獲法學博士學位。
1922年返國。
先後任廣東大元帥府大理院（即最高法院）推事、黃埔軍校校長辦公廳秘書、國民革命軍總政治部秘書（北伐戰爭時期）、廣東法官學校校務委員會副主席和國民革命軍第四軍政治部主任等職。
1927年12月廣州暴動失敗後，被國民黨政府通緝，改名青主，開始了「亡命樂壇」的生活。
1928年，在上海經營以出版樂譜為主的書店，出版了他的作品《大江東去》、《清歌集》等。不久，書店倒閉。
1929年，應蕭友梅之邀任上海國立音樂專科學校教授，並擔任校刊《音》和《樂藝》季刊的主編。
他在《樂藝》上發表著譯和作品共有60多篇，還編寫出版兩本音樂美學著作《樂話》（1930，商務印書館）和《音樂通論》(1933，商務印書館)，以及他與華麗絲合作的歌曲集《音境》（1931，商務印書館）。
1934年以後，脫離音樂界，教書終老，曾任教於同濟大學。
1949年之後，曾在復旦大學及南京大學教授德語。
譯過梅雅爾及麗莎的音樂論著。

## 家庭
父亲廖计百。弟廖辅叔。